# Delson (Québec)
Delson ist eine Stadt im Südwesten der kanadischen Provinz Québec. Sie liegt in der Verwaltungsregion Montérégie, etwa 15 km südlich des Zentrums von Montreal. Delson gehört zur regionalen Grafschaftsgemeinde (municipalité régionale du comté) Roussillon, hat eine Fläche von 7,63 km² und zählt 7457 Einwohner (Stand: 2016).

## Geographie
Delson liegt in der Region Rive-Sud am südlichen Ufer des Sankt-Lorenz-Stroms und gehört zum Gemeindeverband Communauté métropolitaine de Montréal. Auf Gemeindegebiet befindet sich ein Teilstück des Sankt-Lorenz-Seewegs. Von Süden nach Norden fließt der Rivière de la Tortue, ein stark mäandrierender Bach, der in den Strom mündet. Nachbargemeinden sind Candiac im Osten, Saint-Constant im Westen und Sainte-Catherine im Nordwesten.

## Geschichte

Wappen von Delson

Die ersten französischen Siedler ließen sich in der zweiten Hälfte des 17. Jahrhunderts am Ufer des Rivière de la Tortue nieder und betrieben dort Landwirtschaft. Das Gebiet entwickelte sich zunächst nur langsam, bis im ersten Jahrzehnt des 20. Jahrhunderts drei verschiedene Bahngesellschaften je eine Strecke errichteten. 1911 entstand eine Ziegelei, woraufhin die Besiedlung sich deutlich verdichtete. 1912 wurde beim Bahnhof ein Postamt eröffnet, das den Namen Delson führte – abgeleitet von der hier verkehrenden Delaware and Hudson Railway. Der Name übertrug sich auf den Ort, der 1918 zu einer eigenständigen Gemeinde wurde (das Gemeindegebiet gehörte zuvor zu Saint-Constant) und 1957 den Stadtstatus erhielt.

## Verkehr und Wirtschaft
Südöstlich von Delson kreuzen sich zwei Autobahnen: Die Autoroute 15 führt von Montreal zur Grenze des US-Bundesstaates New York, während die Autoroute 30 die Agglomeration Montreal weiträumig umfährt. Eine wichtige Hauptstraßenverbindung ist die Route 132 in Richtung Salaberry-de-Valleyfield. Delson besitzt einen Bahnhof an einer exo-Vorortseisenbahnlinie, die zum Bahnhof Lucien-L’Allier im Stadtzentrum Montreals führt. Exo betreibt auch mehrere Buslinien in die Nachbargemeinden und nach Montreal.
Delson ist Standort eines Industrieparks. Darüber hinaus liegt ein Teil des Eisenbahnmuseums Musée ferroviaire canadien auf Gemeindegebiet.

## Bevölkerung
Gemäß der Volkszählung 2011 zählte Delson 7.462 Einwohner, was einer Bevölkerungsdichte von 961,6 Einw./km² entspricht. 87,1 % der Bevölkerung gaben Französisch als Hauptsprache an, der Anteil des Englischen betrug 5,6 %. Als zweisprachig (Französisch und Englisch) bezeichneten sich 1,0 %, auf andere Sprachen und Mehrfachantworten entfielen 6,3 %. Ausschließlich Französisch sprachen 50,4 %. Im Jahr 2001 waren 93,0 % der Bevölkerung römisch-katholisch, 4,1 % protestantisch und 2,5 % konfessionslos.